# Recht auf Wohnen
Das Recht auf Wohnen ist ein Menschenrecht der sogenannten zweiten Generation. Seine Grundlage im internationalen Recht sind Art. 11 des Internationalen Pakts über wirtschaftliche, soziale und kulturelle Rechte (ICESCR), Art. 16 der Europäischen Sozialcharta vom 16. Dezember 1966 sowie Art. 31 der revidierten Europäischen Sozialcharta. Implizit wird das Recht auf Wohnen auch durch die Afrikanische Charta der Menschenrechte und der Rechte der Völker eingeräumt. Dem UN-Ausschuss für wirtschaftliche, soziale und kulturelle Rechte zufolge beinhalten Aspekte des Rechts auf Wohnen unter dem ICESCR auch: rechtlichen Schutz des Arbeitsplatzes; die Verfügbarkeit von Dienstleistungen, Materialien, Anlagen und Infrastruktur; Erschwinglichkeit; Bewohnbarkeit; Zugänglichkeit, Lage und kulturelle Angemessenheit. 
In Deutschland formulierte die Weimarer Verfassung im Sommer 1919 in Art. 155 erstmals das staatliche Ziel, „jedem Deutschen eine gesunde Wohnung“ zu sichern.
Als politisches Ziel wurde das Recht auf Wohnen im Jahre 1944 von Franklin D. Roosevelt in seiner Rede zum Second Bill of Rights formuliert. 
In der DDR war das Recht auf Wohnen in der Verfassung vom 6. April 1968 verankert.

## UN-Sonderbeauftragte
Die Vereinten Nationen benennen regelmäßig Sonderberichterstatter für das Recht auf Wohnen. Von 2014 bis April 2020 war die kanadische Menschenrechtlerin Leilani Farha UN-Sonderberichterstatterin für das Recht auf angemessenes Wohnen.